# Deák Gyula (hivatalnok)
Deák Gyula (Somosd, 1853. december 10. – Budapest, 1917. december 10.) vasúti hivatalnok, újságíró. 

## Életútja
Szülei Deák Károly és Nyerges Anna. Középiskoláit a marosvásárhelyi református főiskolában végezte 1874-ben, azután 1877-ig a budapesti műegyetem hallgatója volt és a marosszéki iskolaalapból 300 forint ösztöndíjat élvezett. 1877-78-ban egyéves önkéntességi kötelezettségének felelt meg. Mérnöki tanulmányait anyagi okok miatt folytatni nem volt képes és mint nevelő tartotta fenn magát 1882-ig Budapesten; ekkor az osztrák-magyar államvasút szolgálatába lépett, ahol mint hivatalnok 1885-ig működött. Miután kilépett, hazament az erdélyi részekbe és szülei közelében Berethalmon az erdélyrészi birtokrendezés terén igyekezett technikai tanulmányait értékesíteni. 
Nejével együtt feltalált egy gépet almazúzás és sajtolás céljára, ezt a korabeli hírlapokban "gyümölcs-áttörő és sajtónak" nevezték. A gép 5 percenként mintegy 20 liternyit almát dolgozott fel. Működéséről és megítéléséről részletes leírást ad a Kolozsvár c. lap 1897. december 4-i száma, amely többek között azt is megjegyzi, hogy "A gép az alma húsát és levét az alatta levő gyűjtőbe, mint vastag pépet választja ki; az alma haját, magját, magtokját és szárát egy másik gyűjtőbe különíti el s igy magát önműködőleg takarítván, működése folytonos." A szabadalmi oltalom alatt álló gépet a Magyar Királyi Szabadalmi Hivatal D.187. törzsszám alatt jegyezte.
Később visszatért a fővárosba, ott is hunyt el 1917-ben.
Hírlapi cikkei és fordításai megjelentek az Erdélyben (1871.), a Székely Hirlapban (1871-72. 1892.) és a Kolozsvárban (1888. 77. 110. sz. A birtokrendezés köréből.)
Felesége Végh Róza Irma (1860. január 11. – Budapest, 1936. augusztus 10.), Végh József városi hivatalnok leánya, akit 1883. szeptember 16-án jegyzett el, majd 1885. május 16-én kötöttek házasságot. Neje szintén írt két cikket: A gyermekápolás köréből és Megjegyzések a bábaügyhöz (Egészség 1889. és 1892.). A kisbenedeki gyülekezések c. kéziratban levő munkát együtt írta férjével, mely Székely Estván, felesége és a nép között folyó, vitázó beszélgetéseket tartalmaz, a közegészségügy, gyermeknevelés és a falusi ember életviszonyai köréből.

## Művei
- Az erdélyrészi birtokrendezésről. Tanulmány. Erzsébetváros, 1890.
- Megjegyzések az erdélyrészi birtokrendezési eljárásról szóló 1892. évi törvényjavaslathoz. Budapest, 1892.